# Phare Akra Vasilínas
Le phare Akra Vasilínas est situé au cap Vasilínas au nord-ouest de l'île d'Eubée en Grèce. Il est achevé en 1892.

## Caractéristiques
Le phare est une tour carrée de pierres, encastrée dans la maison du gardien, dont la lanterne est de couleur blanche et le dôme de celle-ci de couleur verte. Il s'élève à 10 mètres au-dessus de la mer Égée dans le Golfe Maliaque. Il délimite l'entrée du détroit Oréon qui sépare le nord-ouest d'Eubée du continent.

## Codes internationaux
- ARLHS[1] : GRE-129
- NGA : 16408
- Admiralty[2] : E 4432

## Source
(en) [PDF] List of lights radio aids and fog signals - 2011 - The west coasts of Europe and Africa, the mediterranean sea, black sea an Azovskoye more (sea of Azov) (la liste des phares de l'Europe, selon la National Geospatial - Intelligence Agency)- Version 2011 - National Geospatial - Intelligence Agency